# Bunga Baru
Bunga Baru is een bestuurslaag in het regentschap Karo van de provincie Noord-Sumatra, Indonesië. Bunga Baru telt 887 inwoners (volkstelling 2010).